# مسابقه ستارگان لیگ برتر فوتبال ایالات متحده آمریکا
مسابقه ستارگان لیگ برتر فوتبال ایالات متحده آمریکا مسابقاتی است که هر ساله بین دو تیم که یکی از آنها تیم ستارگان لیگ برتر فوتبال ایالات متحده آمریکا است برگزار میشود.